# Азиатские бразильцы

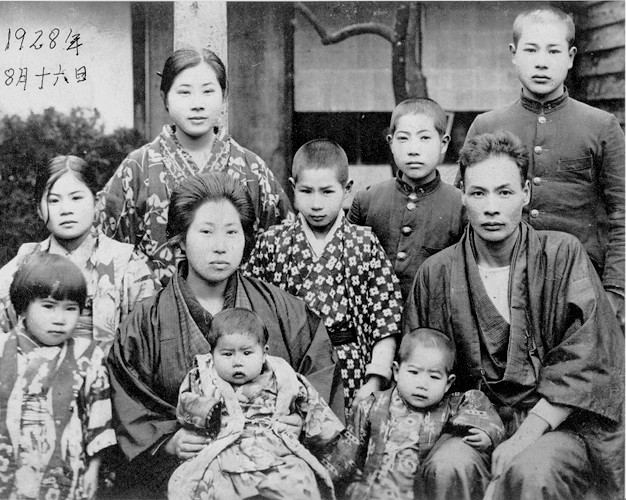
Семья японских иммигрантов в Бразилии

Азиатские бразильцы (порт. brasileiros asiáticos) являются гражданами Бразилии в основном южноазиатского, восточноазиатского и юго-восточноазиатского происхождения или людьми, родившимися в Азии, временно проживающими на территории Бразилии. Подавляющее большинство бразильских азиатов составляют иммигранты из Южной и Восточной Азии, хотя также имелось небольшое число иммигрантов из Юго-восточной Азии, включая маленькие азиатские общины с Карибских островов, Мозамбика и Кении. На 2011 год число бразильских цыган оценивалось в примерно 800,000 человек, но они не считались азиатами, хотя их дальние предки происходили из Южной Азии. Люди западно-азиатского происхождения в основном не считают себя азиатскими бразильцами, так как их фенотип со времён греко-римских и персидских завоеваний подобен фенотипам населения Греции и Ирана. С другой стороны в таких штатах, как Амапа, коренные американцы и восточные азиаты причисляются к одной категории населения.